# 對外貿易 (雜誌)
《對外貿易》（英文：Foreign Trade）是朝鮮民主主義人民共和國的外文季刊雜誌。其雜誌社位於平壤直轄市，隸屬於朝鮮外文出版社，下設編輯部、采訪部和攝影部。主要介紹朝鮮的最新生產技術、產品和對外經濟貿易交流狀況。
《對外貿易》現有漢語、法語、英語、俄語等外語版本，並提供線上PDF閱讀。

## 官方網站
- 對外貿易 （页面存档备份，存于）